# Литвинов Іван Петрович
Литви́нов Іва́н Петро́вич — депутат Державної думи Російської імперії 2-го скликання.
Депутат від Харківської губернії. Селянин села Тетлега Зміївського повіту. Здобув домашню освіту. Відбував військову повинність у Варшавській фортечній артилерії.